# A Colonel in Chains
A Colonel in Chains è un cortometraggio muto del 1914 diretto da Francis J. Grandon.
È il quinto episodio del serial The Adventures of Kathlyn.

## Produzione
Il film fu prodotto dalla Selig Polyscope Company.

## Distribuzione
Distribuito dalla General Film Company, il film - un cortometraggio in due bobine - uscì nelle sale cinematografiche statunitensi il 23 febbraio 1914.